# ウラル山脈
ウラル山脈（ウラルさんみゃく、ロシア語: Ура́льские го́ры, カザフ語: Орал таулары, バシキール語: Урал тауҙары, Uralskiye gory、英: Ural Mountains）は、ロシアを南北に縦断する山脈。ユーラシア大陸をヨーロッパとアジアに分ける境界線の北側を形成している。
ウラル山脈は石炭紀後期にできた古期造山帯で、現存する山脈でも最も古いものである。

## 地理

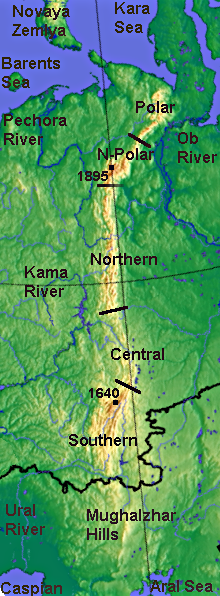
ウラル山脈の位置

ウラル山脈は並行する小さな山脈群からなり、東経60度の経線に沿って連なっている。カザフスタン北部のステップ地帯から北極海沿岸のツンドラにまで伸び、長さは約2,498km、平均標高は900mから1200mである。最高峰は1,895mのナロードナヤ山。ヴァイガチ島とノヴァヤゼムリャもこの山の連なりの一部にあたる。
地形の侵食が進んでいるため豊かな鉱物資源がむき出しになっており、中にはベリルやトパーズといった宝石もある。またウラル山脈の北西部にあるコミの原生林は動植物相の豊かさで知られ世界遺産に登録されているが、その地下にある豊富な金鉱のため開発の危機にさらされている。また、南部のバシコルトスタン共和国内の一部とチェリャビンスク州内の一部はそれぞれユネスコの生物圏保護区に指定されている。一帯にはタイガなどの森林が多く、マガモ、ヨーロッパオオライチョウ、エゾライチョウ、ヤマシギ、ユキウサギ、ヨーロッパビーバー、マスクラット、マツテン、ミンク、アカギツネ、イノシシ、ヘラジカ、ヒグマ、ブリーム、チャブ、アスピウス、シルバーブリーム、ヨーロッパブナ、オオバナウグイ、ヨーロッパカマツカ、オルフェ、デイス、ヒメハヤ、ローチ、ノーザンパイク、カワメンタイ、ラッフ、ヨーロピアンパーチ、パイクパーチ、ヨーロッパオオナマズなどが生息している。

### 水系

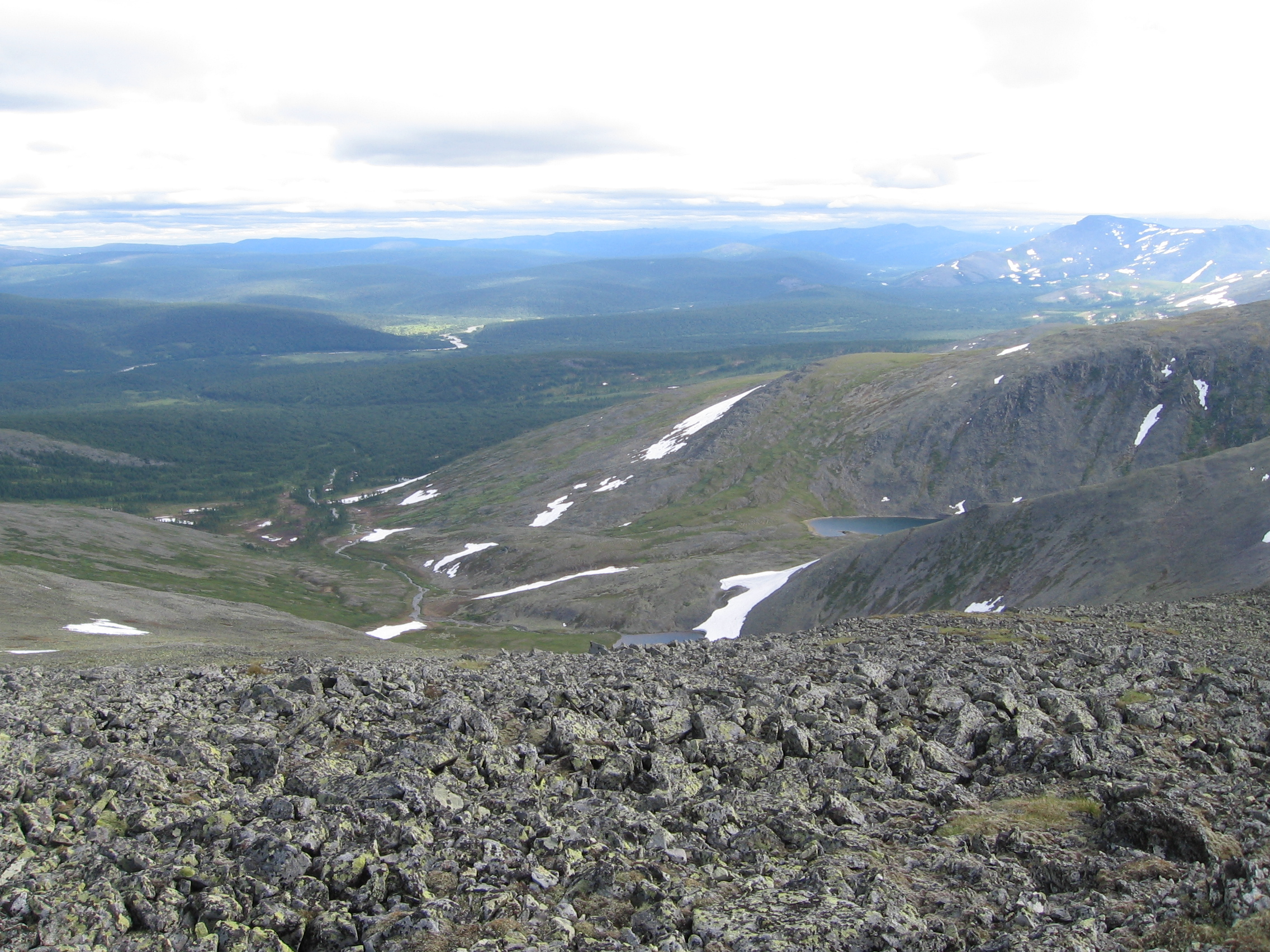
石の多いウラル山脈。ウラル山脈にはストーニーベルト、「石の帯」という別名もある

ウラル山脈の西部はヴォルガ川水系に属し、カマ川やベラヤ川などの大河が流れ大陸性気候の森林地帯になっている。
一方山脈の東部はオビ川・エルティシ川水系に属し、南部はステップ、中部は西シベリア低地のタイガと広大な沼地が広がる。
山脈の南部からはウラル川がカスピ海へ向かって流れ、アジアとヨーロッパの境界線をなしている。山脈北部からはペチョラ川が西へ流れ、北極海の一部であるバレンツ海に注いでいる。

### ウラルの区分
ウラル山脈は68%がロシアに属し、南の32%はカザフスタンに属する。地理学者はウラル山脈を大きく南部ウラル、中部ウラル、北部ウラル、亜北極ウラル、北極ウラルに分ける。
- 北極ウラル (Poljarny Ural): 北緯66度から69度、東経62度から67度、ウラル山脈最高峰ナロードナヤ山より北
- 亜北極ウラル (Pripoljarny Ural): 北緯64度から66度、東経59度から62度、ナロードナヤ山周辺地域
- 北部ウラル (Severny Ural): 北緯59度から64度、東経59度周辺、ナロードナヤ山からセロフ市の間
- 中部ウラル (Sredni Ural): 北緯56度から59度、東経58度から61度、セロフからチェリャビンスクの間
- 南部ウラル (Juschny Ural): 北緯52度から56度、東経57度から60度、チェリャビンスクからオルスクの間

北部と南部は1,500mを超える比較的高い山が多いが、中部は600mから800mと低い山が続く。森林限界は北へ進むにつれ、標高1,400mから海抜0mにまで下がってゆく。南部と中部では、山脈のほとんどが森林地帯である。

## 歴史

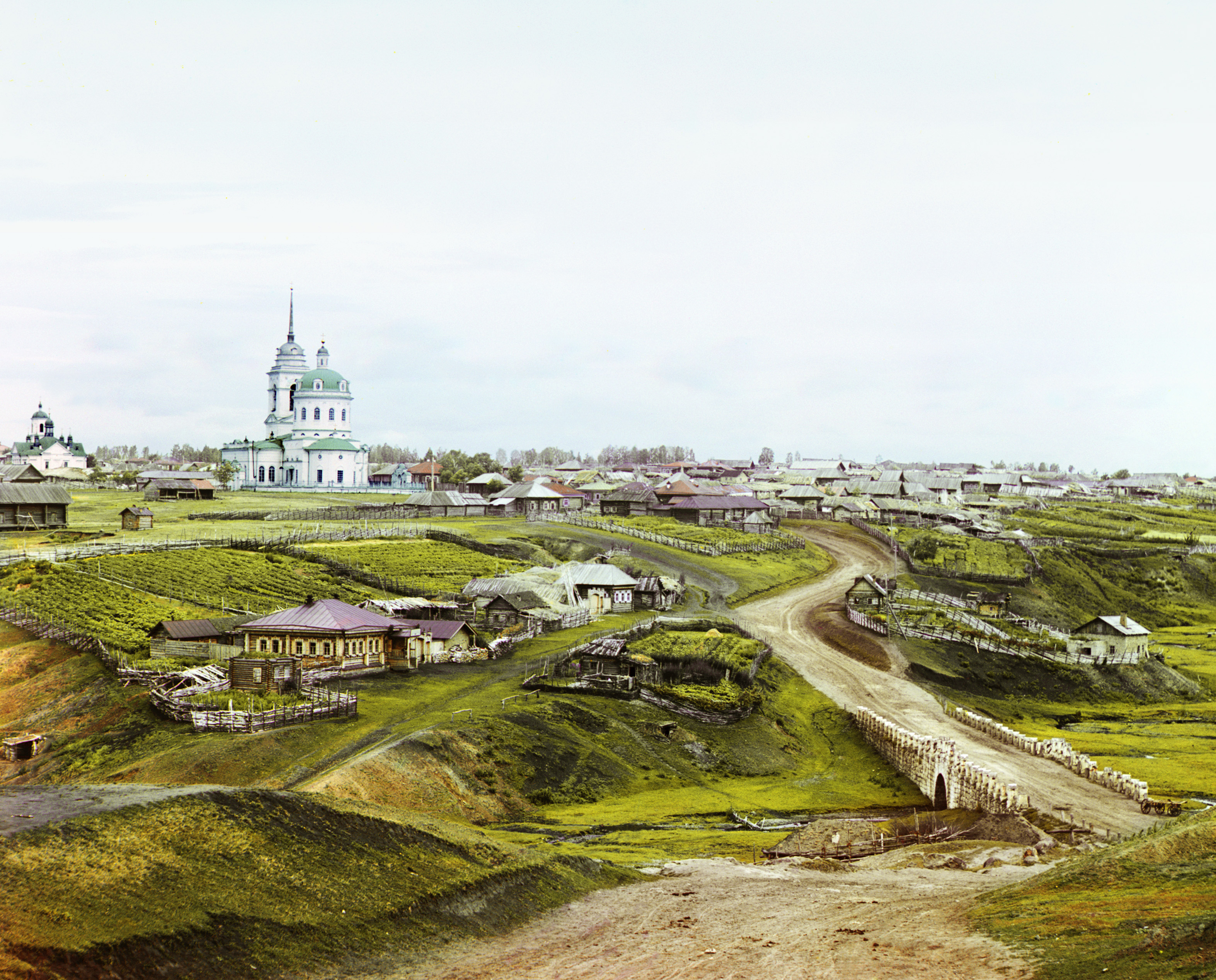
ウラル山中のコルチェダンの村。1912年撮影

「ウラル」とは、テュルク諸語で「帯」を意味する。石のころがる山地が帯のように続くところからこの名があると見られる。このウラル山脈が、北アジアの先住民だったウラル語族の民族の故地であると考えられてきたが、後の研究ではウラル語族の故地は山脈西側のロシア中央部ヴォルガ川流域、またはサヤン山脈北麓、遼河地域などの説がだされている。
ウラル山脈の存在は古代ギリシアではヘロドトスの頃には既に知られており、ユーラシアを旅したアラブ人旅行者らも多くの旅行記を残している。ロシア人によるウラル探検はノヴゴロド公国の商人らが毛皮を求めて山脈を越えた11世紀に始まり、ウラル山脈北西部から流れるヴィチェグダ川などを遡ってフィン・ウゴル語族の諸民族と毛皮交易を行った。
やがてロシア人は16世紀頃からウラル山脈中部の西にあったカザン・ハン国や、山脈の東にあったシビル・ハン国など、テュルク系やモンゴル系の諸民族の国を征服し、これをロシアに組み込んでいった。ウラル山脈中部は標高が低く緩やかで、ヴォルガ川水系の支流とエルティシ川水系の支流が入り組んで流れており、これらの川を結び丘を越える連水陸路を開発することにより両水系が結ばれ、河川を通じたロシア人のシベリア進出を助けた（シベリアの河川交通も参照）。
ピョートル1世（大帝）の頃よりウラル山中では鉱山資源の開発が進み、次々と鉱山町や工場町が生まれ、やがてロシア帝国および後のソビエト連邦の重工業や軍需産業を支えた。19世紀末にウラル中部を超えてシベリア鉄道が開通したこと、ソビエト連邦による重工業化政策がウラル一帯でも進められたこと、そして第二次世界大戦の独ソ戦により従来の工業地帯だったヨーロッパ・ロシアから多数の工場が疎開してきたことにより、ウラル山脈中部一帯はソ連有数の工業地帯へと変貌していった。

## 地質学
ウラル山脈は地球に現存する最古の山脈の一つである。2億5000万年から3億年前に形成された古期造山帯のひとつで、長年の浸食によりなだらかで低い山地となった。
ウラル山脈は、石炭紀末期からペルム紀にかけて始まり、三畳紀からジュラ紀初期頃まで続いたウラル造山運動（Uralian orogeny）により形成された。石炭紀後期、シベリア大陸西部とバルティカ大陸東部が衝突し、さらに小大陸カザフスタニアも衝突し、この衝突により起こったのがウラル造山運動である。一方バルティカは反対側でローレンシア大陸とも衝突していたため、超大陸ローラシア大陸が誕生し、さらにローラシア大陸とゴンドワナ大陸の衝突で一つの超大陸パンゲア大陸が生まれた。これが後に様々な大陸に別れたが、シベリアおよびヨーロッパはこの後も分裂せず今日に至っている。
ウラル山脈が最初に組織的に科学調査されたのは、サンクトペテルブルク大学の鉱物学者エルンスト・カルロヴィチ・ホフマン（Ernst Karlovich Hofmann、1801年 - 1871年）による1828年からの調査だった。ホフマンはウラル山脈を何千kmも歩き、膨大な量の鉱物を集めた。その中には、金、プラチナ、磁鉄鉱、チタン鉄鉱、灰チタン石、金紅石、クロム鉄鉱、金緑石、石英、ジルコン、灰クロムざくろ石、フェナス石、緑柱石、トパーズなどが含まれている。
また金、銀、プラチナ、石炭、鉄鉱石、ニッケルなどの大きな鉱床も多く、ロシア帝国および後のソビエト連邦の工業を支えた。

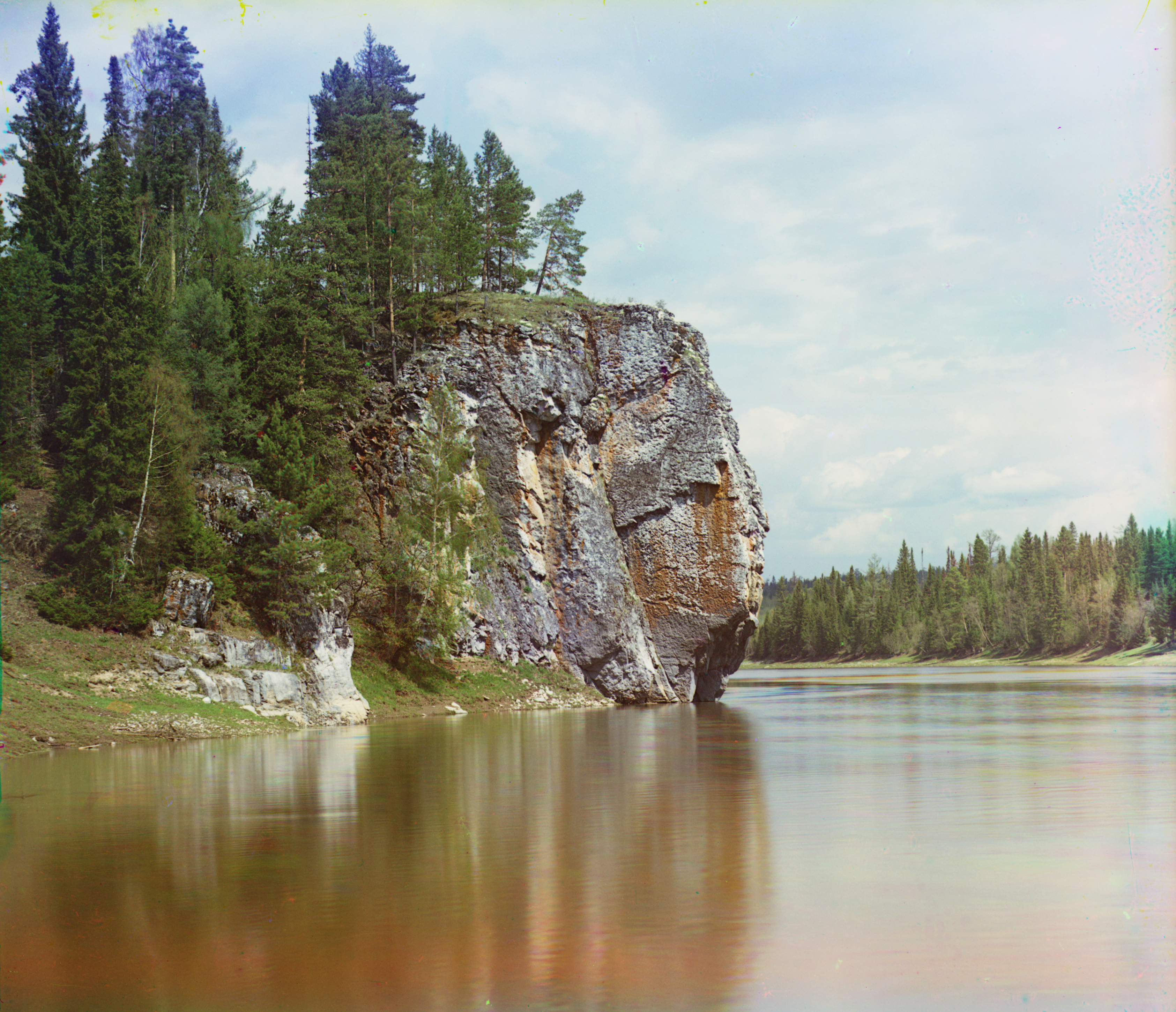
カマ川の支流、チュソヴァヤ川。ウラル山脈の中を流れる
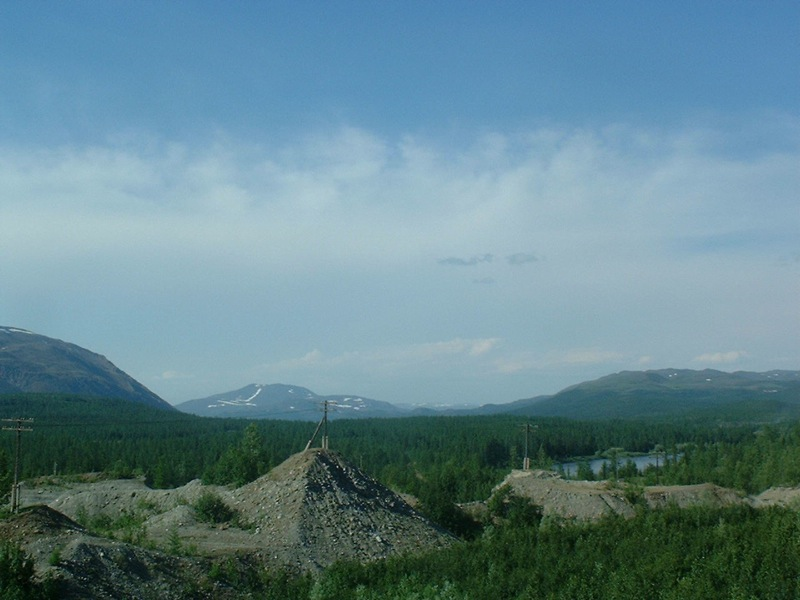
北極ウラル。コミ共和国のヴォルクタ付近
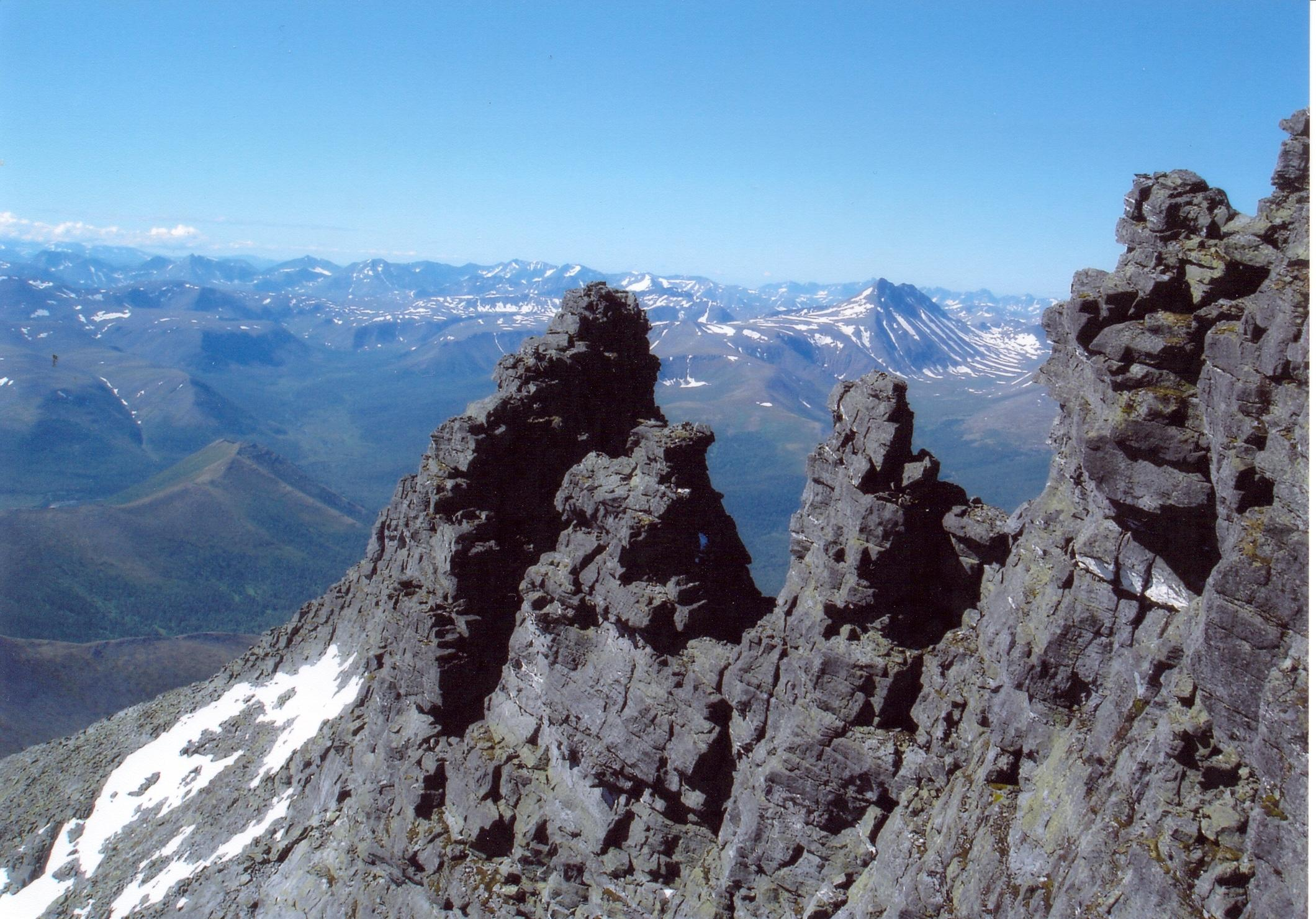
亜北極ウラルの風景。ハンティ＝マンシ自治管区付近
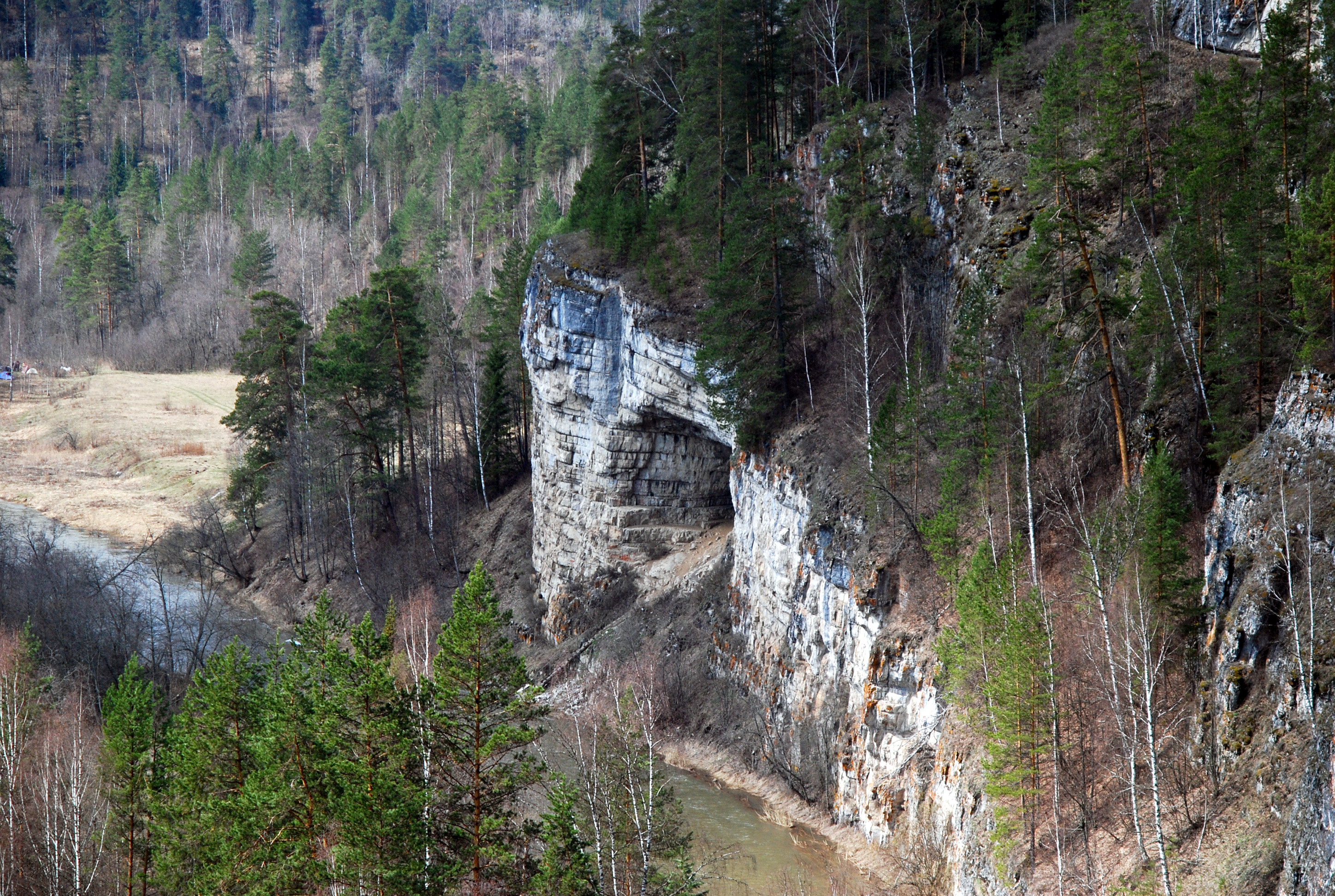
南ウラル山中。イグナチェヴァ洞窟の入り口
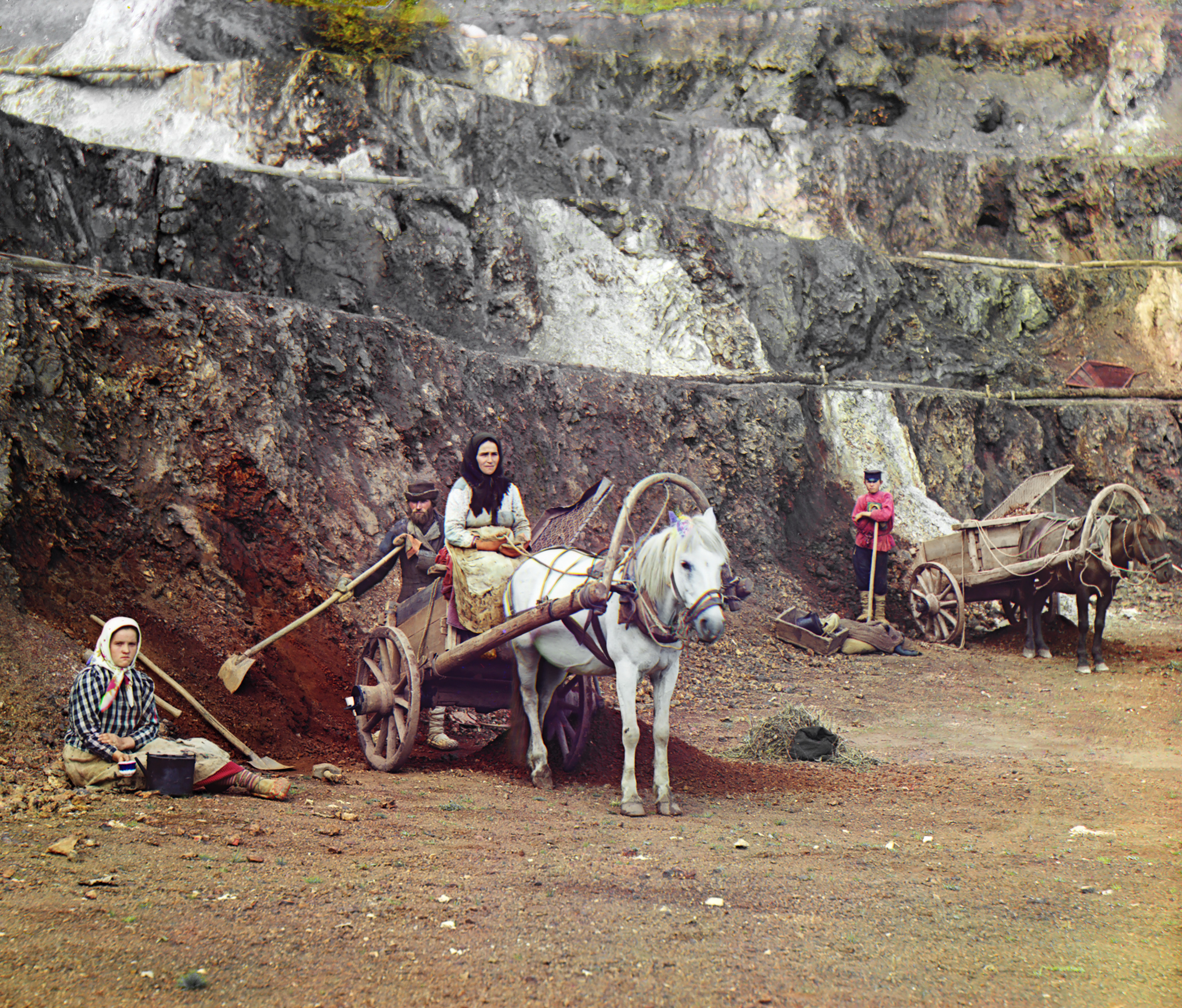
1910年のウラル山中の鉱山